# Программа Hermes

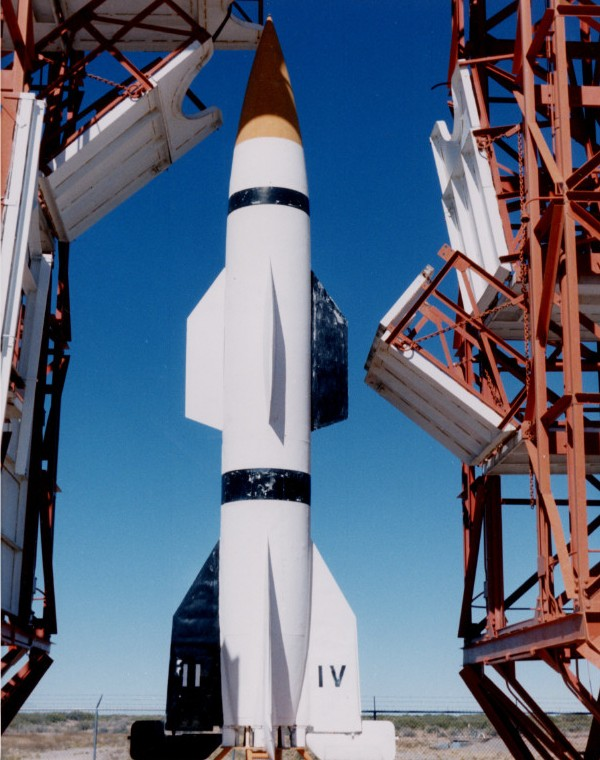
Hermes A-1

Программа «Гермес» (англ. Hermes) — программа разработки баллистических управляемых ракет, инициированная армией США в 1944 году, после первых сообщений о применении германских баллистических ракет Фау-2. После окончания войны и получения доступа к трофейным германским ракетным технологиям программа была переориентирована в первую очередь на воспроизведение и развитие технологий германских инженеров. Генеральным подрядчиком в работе над ракетами выступала компания «Дженерал электрик». В 1946—1953 годах в рамках этой программы был создан ряд исследовательских ракет, но в конечном итоге работы по программе «Гермес» были остановлены в пользу более перспективной программы «Redstone»

## История
В сентябре 1944 года Германия впервые применила своё новое высокотехнологическое оружие — баллистическую ракету дальнего радиуса действия Фау-2. Созданная в результате 18-летнего развития программы ракет Aggregate, Фау-2 была баллистическим снарядом, несущим 830 кг взрывчатого вещества на дистанцию до 250—320 км. Её большая высота полёта и скорость, достигавшая 1,45 км/с, не позволяли перехватить ракету никаким существовавшим в 1944 году видом оружия.
Хотя эффективность обстрела Лондона ракетами Фау-2 была низкой из-за недостаточной точности и надёжности ракеты, военные круги США высоко оценили перспективы баллистического ракетного оружия. Уже в 1944 году Калифорнийским Техническим Институтом в сотрудничестве с Бюро Боеприпасов была начата разработка первой американской твердотопливной баллистической ракеты Private, впервые стартовавшей в декабре 1944 года. Этот исключительно испытательный снаряд был предназначен для изучения особенностей аэродинамики больших ракет. Впоследствии полученные наработки легли в основу первой американской жидкостной ракеты WAC Corporal.
Парралельно с ней, в ноябре 1944 года, Армией США и корпорацией General Electric была начата более масштабная программа разработки жидкостных больших ракет под кодовым наименованием «Гермес». Так как к этому моменту из Великобритании уже начали поступать обломки германских ракет Фау-2, усилия инженеров были сконцентрированы на их изучении и воспроизведении.

### Американские запуски Фау-2

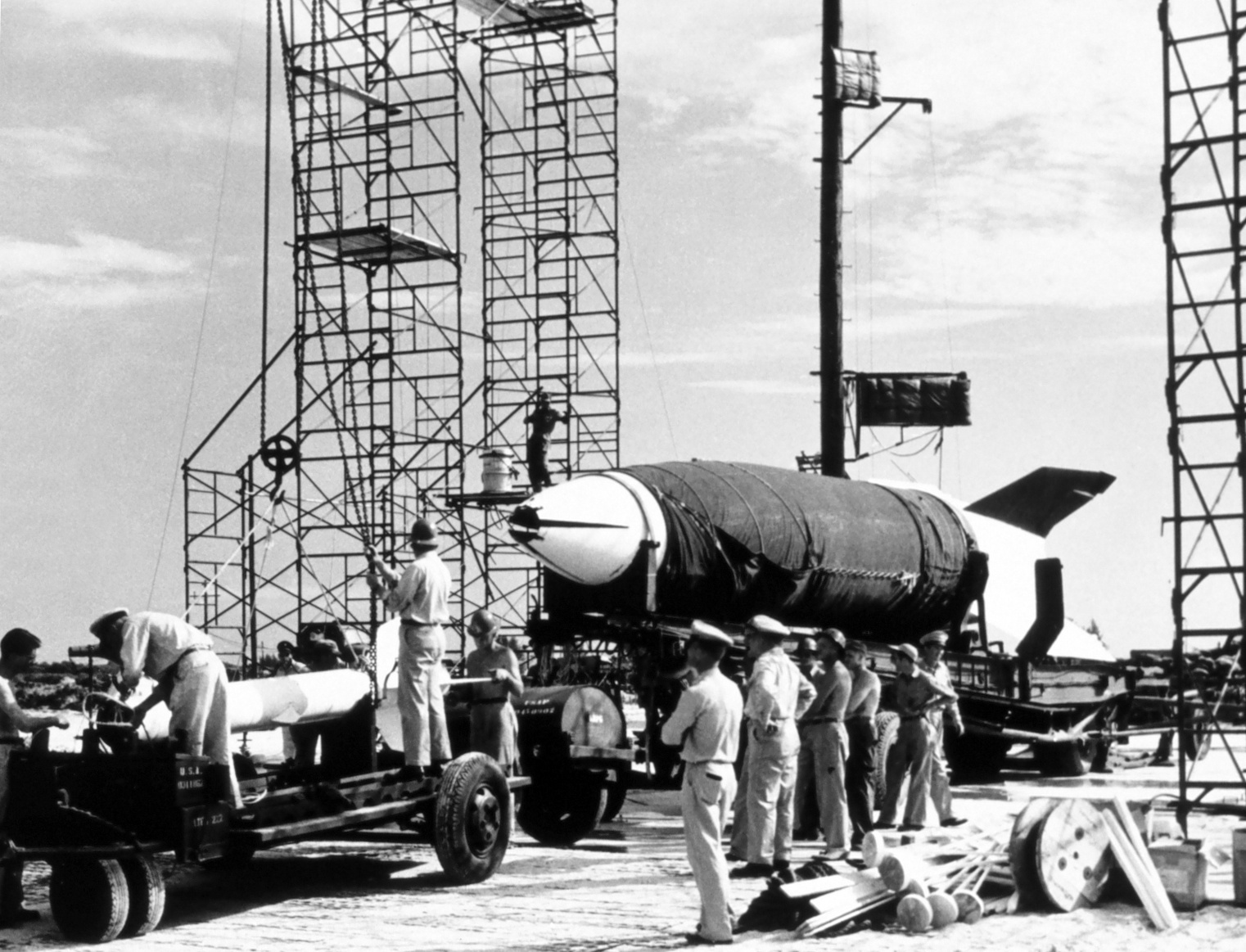
Подготовка к запуску трофейной V-2 на полигоне Уайт Сэндс.

После капитуляции Германии в распоряжении армии США оказались около 100 трофейных ракет Фау-2, захваченных в виде запчастей в перевозке. В 1946 году корпуса и системы ракет были вывезены в США, где фирма General Electric получила контракт на их сборку и испытания. При участии германских специалистов ракеты удалось воспроизвести достаточно быстро — уже 16 марта 1946 года была предпринята первая попытка запуска (безуспешная), а 10 мая 1946 года Фау-2 впервые успешно взлетела с полигона Уайт Сэндс.
До сентября 1952 года, когда использование Фау-2 в США было окончательно прекращено, было совершено более 64 запусков этой ракеты. Ракеты запускались в основном с исследовательскими целями, для сбора научной и военной информации и изучения высших слоев атмосферы. В декабре 1946 одна ракета поставила новый мировой рекорд высоты — 187 км, продержавшийся до 1951 года.
Несмотря на эффективность, ракета Фау-2 уже не удовлетворяла требованиям ни военных, ни ученых. Для военных её дальность, точность и полезная нагрузка были недостаточны. Для научных целей размеры и полезная нагрузка ракеты были избыточны; кроме того, её неотделяемая головная часть не позволяла мягко возвращать научные приборы и записи. В итоге после появления в 1950-х более совершенных суборбитальных ракет полёты Фау-2 были прекращены.

### General Electric RTV-G-4 Bumper

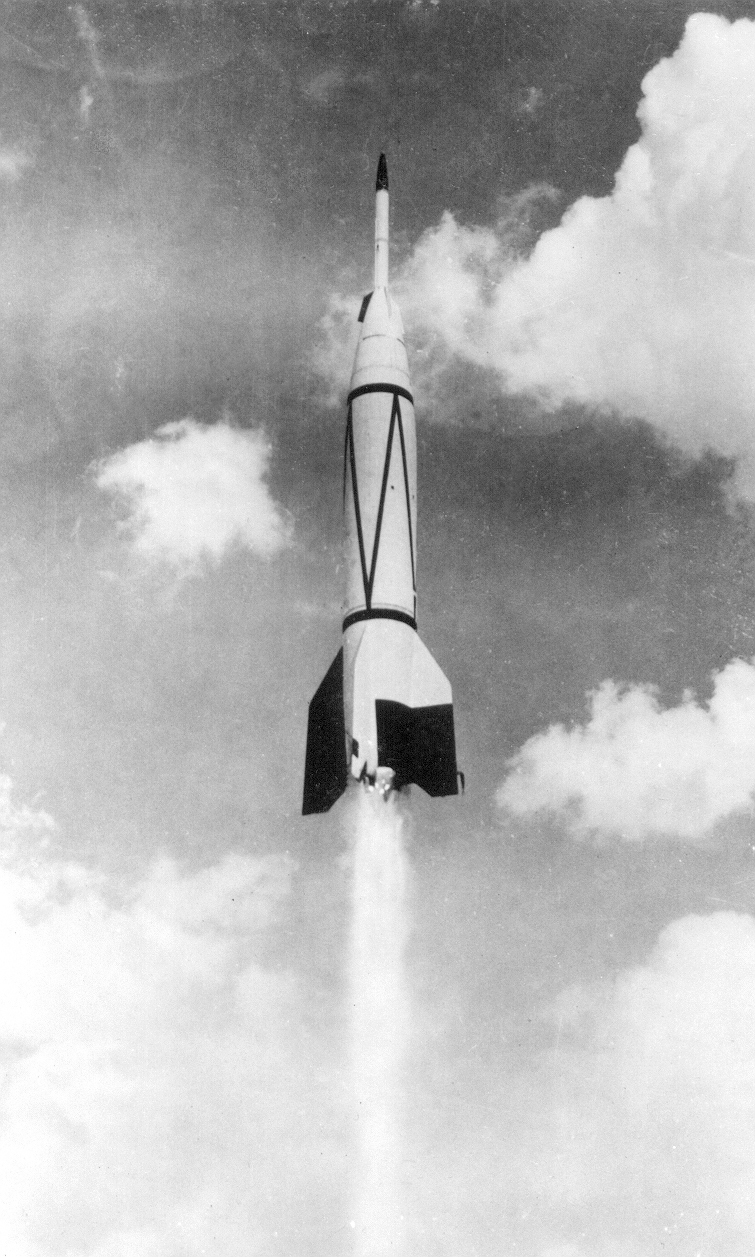
Двухступенчатая ракета Bumper в полете

Программа «Bumper», разработанная в рамках программы «Гермес», была начата в феврале 1946 года с целью разработки исследовательской двухступенчатой ракеты. Одноступенчатые ракеты, вроде Фау-2, имели недостаточные высотные характеристики для суборбитальных полётов в космическое пространство.
В рамках разработки программы было решено использовать для достижения сверхбольших высот трофейную германскую ракету, изучаемую по программе «Гермес», в качестве первой ступени. В качестве второй сверху на Фау-2 устанавливалась полностью американская жидкостная ракета WAC Corporal. По расчётам, такая связка могла достигнуть гораздо большей эффективной высоты[неизвестный термин].
Первый успешный запуск двухступенчатой ракеты состоялся 24 февраля 1949 года. Вторая ступень, ракета WAC Corporal, поставила новый мировой рекорд высоты в 393 км и скорости 1,8 км/с.

### «Hermes»
Помимо Фау-2, в распоряжении США после войны оказалась также трофейная германская зенитная ракета Вассерфаль, разработанная в 1943—1945 годах. После серии испытаний американцы сочли, что ракета представляет значительный интерес как наиболее совершенный вид управляемого оружия, созданный в Германии. На базе «Вассерфаль» было решено разработать серию исследовательских и боевых ракет различной конструкции под общим обозначением «Hermes».

## Ракеты программы «Hermes»

### Hermes A-1

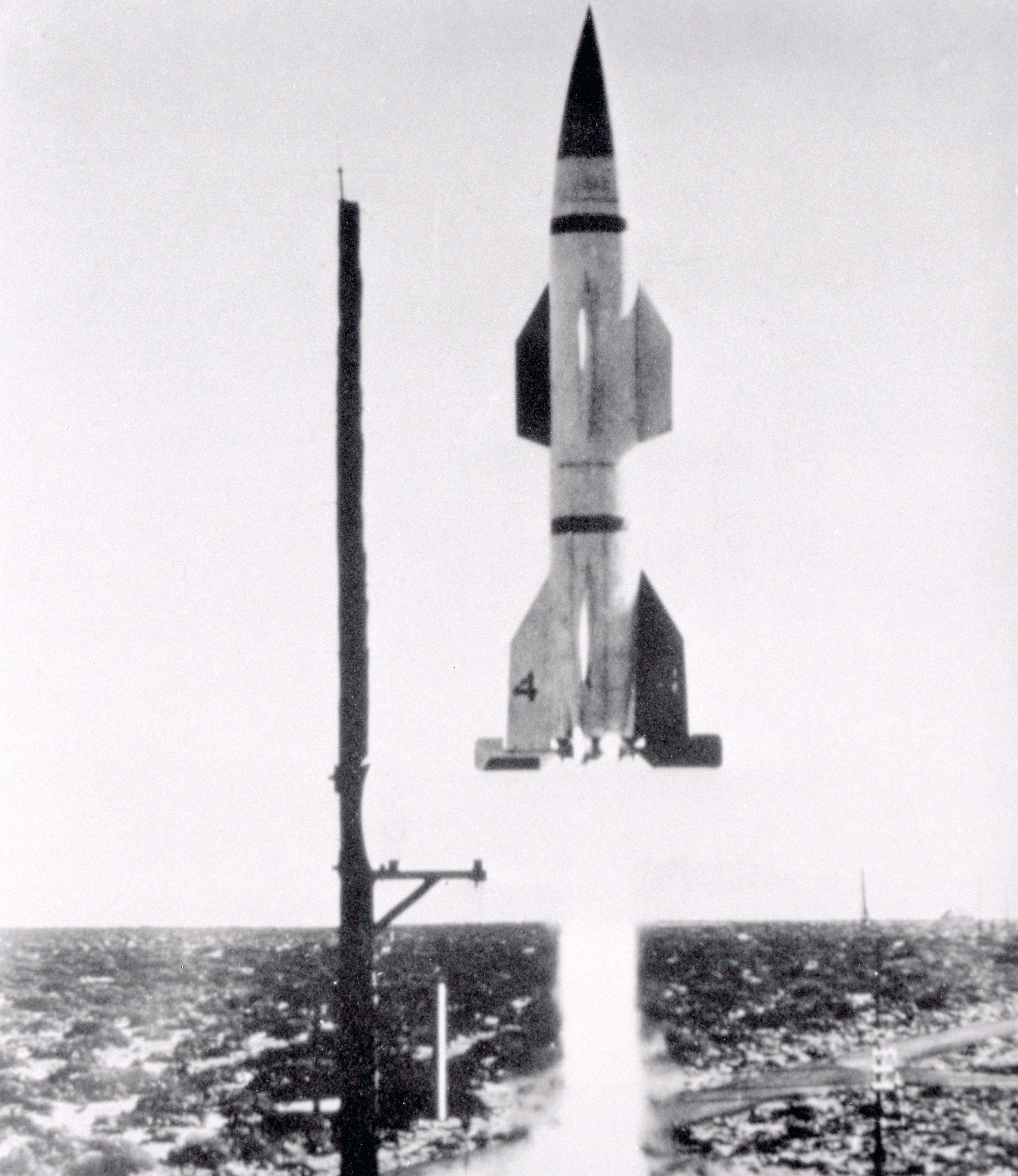
Hermes A-1

В 1946 году, получив доступ к германским наработкам по программе Вассерфаль, инженеры General Electric предложили разработать на её базе ракету «земля-воздух» для армии США. Но к тому моменту армия уже вела собственную, более перспективную программу Nike, и не была заинтересована в параллельной программе на основе недоработанной германской ракеты. В результате программу Hermes A-1 перенаправили исключительно на исследовательские цели.
В 1947—1948 году был проведен ряд запусков специально модифицированных трофейных ракет Фау-2 для отработки особенностей системы управления. Выявившиеся сложности и необходимость их исправления привели к тому, что только в 1950 году Hermes A-1 была готова к испытаниям. Впервые ракета поднялась в воздух в феврале 1951 года.
По результатам испытаний, проведенных в мае и апреле 1951 года, ракета была сочтена удовлетворительной. Её система управления и двигатель работали достаточно эффективно. Было предложено разработать на её основе тактический снаряд, получивший даже обозначение SSM-G-15, но ещё в 1950 году эта идея была отклонена, и ракету вновь вернули в разряд исключительно испытательных. Программа Hermes A-1 была официально отменена в 1951 году.

### Hermes A-2
Изначально под обозначением Hermes A-2 разрабатывалась бескрылая тактическая ракета «земля-земля», являвшаяся развитием Hermes A-1. Но ещё на стадии разработки, в 1947 году, программа была отменена и перезапущена вновь в 1948 году уже с новой целью: создания твердотопливной тактической ракеты малого радиуса действия (120 км).
Так как мощные твердотопливные двигатели в тот момент были недостаточно изучены, основной целью программы Hermes A-2 стало исследование особенностей твердотопливных ракет. Хотя планирующейся боевой ракете было даже присвоено обозначение SSM-G-13 , и выдвинута идея вооружить её ядерной боеголовкой W-7, мощностью в сорок килотонн, затянувшиеся испытания не позволили проработать проект.
Только в 1950 году фирма Thiokol создала достаточно мощные твердотопливные ракетные двигатели. Испытания ракеты Hermes A-2 начались лишь в 1953 году, когда собственно сама программа была уже отменена. После нескольких пусков она была полностью закрыта в пользу планирующейся твердотопливной тактической ракеты MGM-29 Sergeant.

### Hermes A-3
В 1947 году армия США сформулировала официальные требования к тактической ракете, способной доставить 450-килограммовую боевую часть на дистанцию до 240 км с круговым вероятным отклонением не более 60 метров. Предполагалось разработать эту ракету в рамках программы «Гермес». Официальное армейское обозначение SSM-G-8 было присвоено ракете в 1948 году, и программа Hermes A-3 была инициирована.
Высокие технические требования привели к тому, что работа над снарядом шла очень медленно. Дело сдвинулось лишь в 1951 году, когда программу Hermes A-3 разделили на две: Hermes A-3А — исключительно испытательный снаряд — и Hermes A-3В, боевая ракета с 47-килотонной атомной боевой частью.
Первая попытка запустить Hermes A-3А состоялась в марте 1953 года, но без особого успеха: лишь в июне 1953 ракету удалось запустить нормально. До января 1954 было запущено 7 экспериментальных ракет, но только два запуска были успешными. Тем не менее, сравнительно высокие характеристики ракеты привели к тому, что программа не была закрыта несмотря на низкую надёжность. Хотя к 1953 году военные, уже получившие ракету «Капрал», утратили интерес к Hermes A-3 как к боевому снаряду, было изготовлено и запущено несколько боевых ракет Hermes A-3В (но лишь один из них был успешным).
В 1954 году военные США окончательно утратили всякий интерес к программе. Надежность трофейных германских разработок была чрезвычайно низкой. В то же время на вооружении армии США уже была полностью американская ракета MGM-5 Corporal, способная нести ядерный заряд. Вскоре программа Hermes A-3 была закрыта.

### Hermes B (Hermes II)
Проект Hermes B был начат в 1946 году как амбициозная программа создания крылатой ракеты с прямоточным двигателем, способной доставить 450-кг боевой заряд на дистанцию в 1600 км со сверхзвуковой скоростью порядка 4 Махов. Впоследствии требования к ракете возросли до 2260 кг боевой части и 2400 км дальности.
Так как прямоточных двигателей, обеспечивающих скорость в 4 Маха, на 1946 год не существовало даже в разработке, программа рассматривалась в первую очередь как исследовательская. Подобно Hermes А-3 программа была разделена на две: Hermes B-1 — исследовательский аппарат, и Hermes B-2 — боевая ракета.
Ввиду множества выявившихся технических сложностей, армия была вынуждена пересмотреть программу и перезапустить проект под кодом Hermes II. В рамках этой программы предполагалось создать прямоточную вторую ступень для ракеты Hermes.
В мае 1947 года на испытания была выставлена система, состоявшая из ракеты Фау-2 (которую использовали ввиду неготовности иных версий), на которую сверху была установлена прямоточная ступень Ram. Предполагалось, что после запуска и разгона до скорости порядка 1 км/с верхняя ступень отделится и на собственных прямоточных двигателях продолжит полёт. Запуск ракеты состоялся в мае 1947 года, без прямоточных двигателей (вместо них была установлена аппаратура). Ракета сбилась с курса и в итоге упала на территории Мексики.
В 1951 году программа была закрыта, несмотря на некоторые перспективы. Основной причиной стало неудовлетворительное положение дел с разработкой прямоточных двигателей высокого числа Маха и выявившиеся проблемы, связанные с обтекаемостью на высоких скоростях. Несколько концепций было предложено к разработке, в частности — прямоточная ракета радиусом до 2400 км, со скоростью порядка 4,5 Махов на высоте до 24000 м, но испытания ограничились стендовыми продувками прямоточных двигателей.

### Hermes С
Последняя ракета серии «Гермес» разрабатывалась с июля 1946 года. В рамках проекта рассматривалась теоретическая возможность создания дальнобойной трехступенчатой баллистической ракеты радиусом действия более 1000 км. Ракета должна была состоять из двух ракетных ступеней и сверхзвукового планера в качестве третьей, несущей боевой заряд. Предполагалось, что радиус действия превысит 4500 км. Ввиду очевидного превышения программой технических возможностей того времени, она была перепрофилирована на разработку баллистической ракеты Hermes С-1  дальностью 800 км и закрыта.

## Задействованные структуры
К участию в программе помимо General Electric были привлечены:
- Ракетный двигатель (A-1, A-2, A-6) — North American Aviation, Inc., Rocket Division, Мак-Грегор, Техас;[2]
- Высокопрочный тонкостенный корпус и сопла твердотопливных ракетных двигателей опытных образцов (RV-A-10) — Excelco Developments, Inc., Силвер-Крик, Нью-Йорк;[3]
- Гироскоп с газодинамическими опорами ротора — Sperry Rand Corp., Ford Instrument Div., Лонг-Айленд-Сити, Нью-Йорк → Sperry Rand Corp., Sperry-Farragut Div., Бристол, Теннесси;[4]
- Механические детали боевой части — Beckman & Whitley Inc., Сан-Карлос, Калифорния;[5]

## Выводы из программы
Программа «Гермес» дала американским конструкторам ценный опыт в разработке ракет различных классов. Тем не менее, она же показала, что развитие военных наработок германских конструкторов не имеет дальнейшего смысла, так как к 1946 году эти трофейные ракеты уже определенно уступали более современным ракетам, разрабатываемым в рамках ракетной программы США также под научным руководством германских конструкторов.